# Feudel

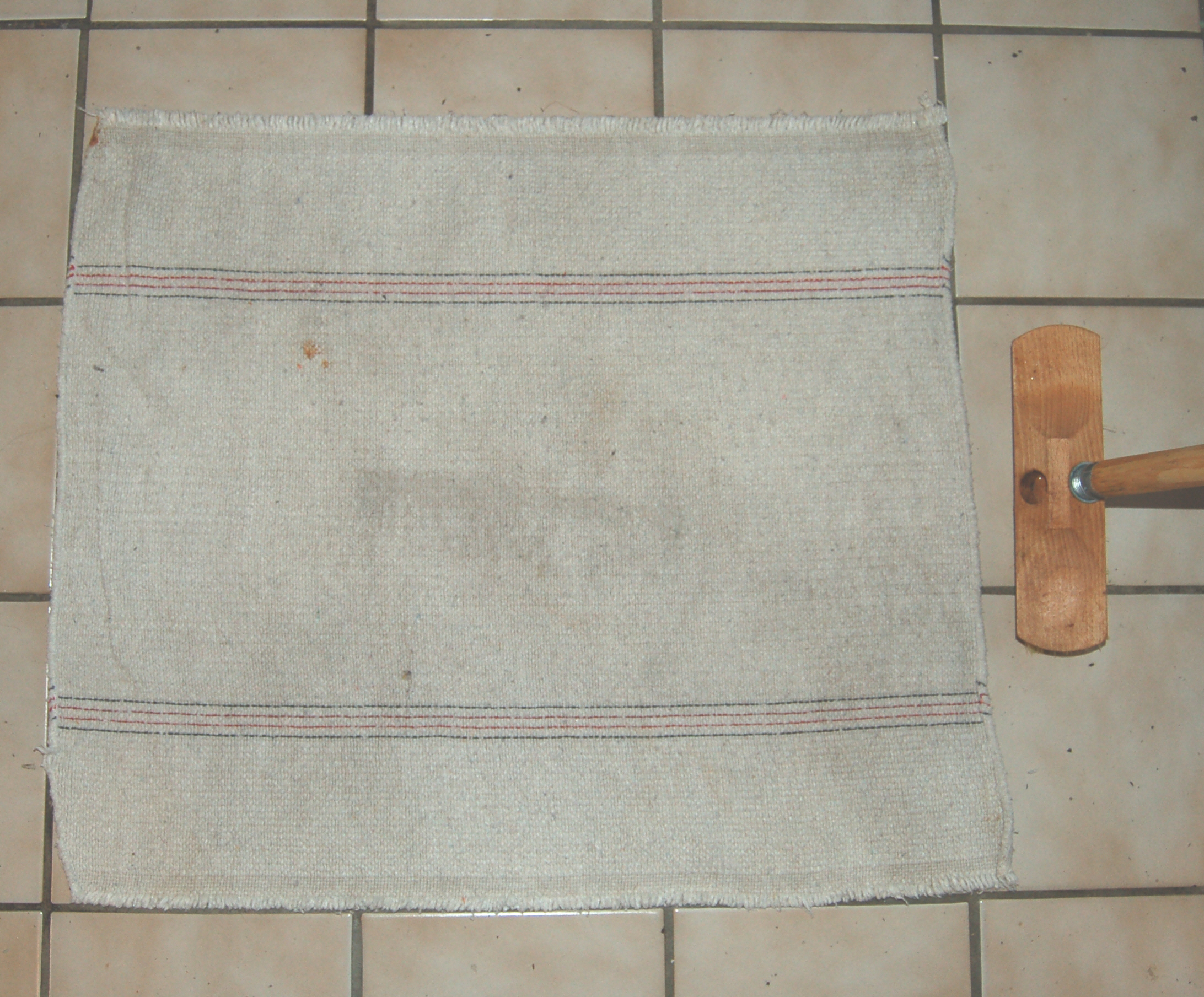
Feudel

Der Feudel, niederdeutsch Feueldoog, in Österreich (Aufreib-, Aufwisch-, Putz-)Fetzen, (Scheuer-)Hader (in Sachsen und Thüringen) ist ein (Putz)lappen, -lumpen oder -tuch zur Feuchtreinigung des Fußbodens. Die Tätigkeit wird „feudeln“ genannt. Der Ausdruck ist auch in der Seemannssprache gebräuchlich.
Der Feudel ist kein Wischmopp, sondern dessen Vorläufer, ein grobes Tuch, das meist um einen Schrubber geschlagen wird.

## Sprachgebrauch
Für „Reinigungstuch“, „Scheuertuch“ bzw. „Wischtuch“ sind in der deutschen Sprache zahlreiche Begriffe gebräuchlich:
- In Ostdeutschland ist Scheuerlappen die gängige Bezeichnung, in manchen ostmitteldeutschen Dialekten, vor allem in der thüringisch-obersächsischen Dialektgruppe, ist Hader, im Erzgebirge Hoder gebräuchlich.

In anderen Regionen wird zumeist vom Putzlappen gesprochen; daneben ist gängig:
- im Ruhrgebiet: Aufnehmer
- in Rheinland-Pfalz und im Saarland: Botzlabbe, Botzlombe, Butzlumbe
- in Hessen: Butzlabbe, Butslumbe, Potzlombe
- in Baden-Württemberg und Bayern: Putzlumpen, Hadern
- in der Schweiz: Bodelumpe
- in Österreich: Putzfetzen
- in Nordfriesland: Wischmopp